# Grans Cròniques de França

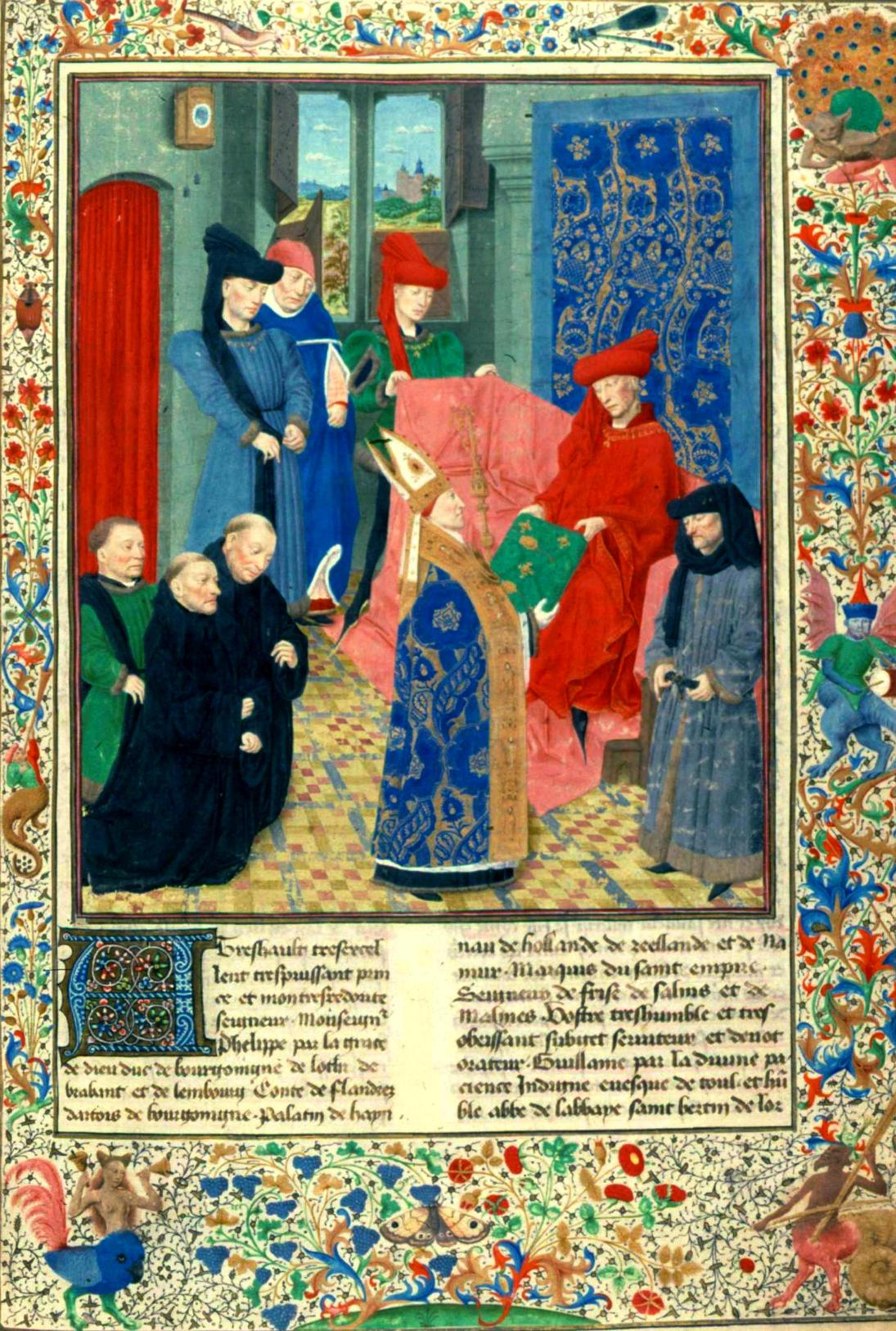
Il·lustració que pertany al manuscrit de les Grans Cròniques de França pertanyent a Felip el Bo de Borgonya, en què es recrea el moment en què Felip mateix rep el manuscrit de mans de Simon Marmion, l'artista autor de les il·lustracions, en presència del canceller Nicolau Rolin i el futur Carles I de Borgonya.

Les Grans Cròniques de França (Grandes Chroniques de France, en francès) són una compilació reial d'història de França, els manuscrits de la qual es troben notablement il·luminats. Van ser compilades entre els segles xiii i xv, a partir del regnat de Lluís IX, qui volia preservar la història del francs des de la llegendària arribada del troians fins al seu temps, en una cronologia oficial la difusió de la qual estava estretament controlada. La compilació va ser continuada pels seus successors, fins que fou completada el 1461. Abasta les dinasties Merovíngia, Carolíngia i dels Capet, amb il·lustracions que mostren personatges i esdeveniments de pràcticament tots els regnats.
L'origen de les Grans Cròniques es troba en la traducció francesa de les històries escrites en llatí pels monjos de Saint-Denis, que foren, des del segle xiii, els historiadors oficials dels reis de França. En una primera versió, les Grans Cròniques resseguien la història dels reis des dels seus orígens a Troia fins a la mort de Felip II el 1223. Les continuacions del text van ser esbossades primer a Saint-Denis i després a la cort de París. La versió definitiva allargà el relat fins a la mort de Carles V a la dècada del 1380.
Les fonts per als materials relatius al regnat de Carlemany inclouen la Historia Caroli Magni, també coneguda com a Crònica del Pseudo-Turpí, i la Vita Karoli Magni escrita per Einhard. Una altra font és la Vita Ludovici Regis de l'abat Suger sobre el regnat de Lluís VI.
Les Cròniques ens han arribat en aproximadament cent trenta manuscrits, que difereixen pel que fa a la riquesa, nombre i estil artístic de les il·lustracions, copiats i esmenats per encàrrec dels reis i nobles, la qual cosa era el treball principal de la historiografia oficial vernacla. Especialment notables són les còpies profusament il·lustrades fetes per a Carles V, Lluís XII (il·lustrada per Jean Fouquet) i Felip III de Borgonya. Durant els primers cent cinquanta anys de l'existència de les cròniques, el seu públic va estar acuradament delimitat: es llegia a la cort reial de París i en posseïen còpies els reis de França, els membres de la família reial i la cort i uns pocs clergues molt ben relacionats de la França septentrional. En aquest període no hi ha còpies de l'obra propietat de membres del Parlament o de la comunitat universitària.